# Ş
Der Buchstabe Ş (kleingeschrieben ş) ist ein Buchstabe des lateinischen Schriftsystems, bestehend aus einem S mit Cedille. Er wird in lateinschriftlichen Orthografien von Turksprachen und der Kurdischen Sprache verwendet. Dort stellt er den Laut des stimmlosen postalveolaren Frikatives (Deutsch: sch, IPA-Zeichen: ʃ) dar. Früher wurde er auch als Ersatz für das zuvor in Unicode fehlende Ș (S mit Komma) in der rumänischen Sprache verwendet, das in Unicode 3.0 eingeführt wurde. Es gibt noch Systeme, die das Ș nicht darstellen können, da es nicht zur Windows Glyph List 4 gehört, die vom Internet Explorer bis einschließlich Version 6 unterstützt wurde. Daher wird in rumänischen Texten teilweise auch heute noch auf das Ş zurückgegriffen. Dieselbe Problematik besteht auch mit dem Ț.

## Darstellung auf dem Computer
In ISO 8859-9 belegt der Buchstabe die Stellen 0xDE (Großbuchstabe) und 0xFE (Kleinbuchstabe).

### Unicode
In Unicode ist das Ş an den Codepunkten U+015E (Großbuchstabe) und U+015F (Kleinbuchstabe) enthalten. Folgende Eingaben produzieren den Buchstaben:
- Großbuchstabe Ş: U+0350,
- Kleinbuchstabe ş: U+0351

### HTML
In HTML gibt es die benannten Zeichen (named entities) &Scedil; für das große Ş und &scedil; für das kleine ş.